# Поки (Болцано)
Поки је насеље у Италији у округу Болцано, региону Трентино-Јужни Тирол.
Према процени из 2011. у насељу је живело 203 становника. Насеље се налази на надморској висини од 565 м.